# پیرسرا (مستان)
پیرسرا (به لاتین: Pirəsora) یک منطقه مسکونی در جمهوری آذربایجان است که در شهرستان لریک و در دهستان مستان واقع شده است.